# Bitka za Grčijo
Bitka za Grčijo, znana tudi kot nemška invazija na Grčijo ali operacija Marita, je bila ena od največjih bitk v Sredozemlju med drugo svetovno vojno, v kateri sta Nacistična Nemčija in Fašistična Italija napadli in okupirali Grčijo. Oktobra 1940 je Italija napadla Grčijo, a so jih Grki premagali, aprila 1941 pa je Nemčija priskočila na pomoč Italijanom. Do nemškega izkrcanja na otoku Kreta maja 1941 je prišlo, ko so bile zavezniške sile poražene v celinski Grčiji. Te bitke so bile del širše balkanske kampanje sil osi in njihovih zaveznikov.        
Po italijanski invaziji 28. oktobra 1940 je Grčija z britanskimi letali in materialno podporo do marca 1941 premagala italijanski napad. Ko se je 6. aprila začela nemška invazija, znana kot operacija Marita, je bila takrat večina grške vojske na meji z Albanijo, ki je bila takrat že pod okupacijo Italije, iz katere so jih napadale italijanske čete. Nemške čete so vdrle v Grčijo iz Bolgarije in sprožile drugo fronto. Grčija je v bitki prejela manjšo pomoč od britanskih, avstralskih in novozelandskih sil v pričakovanju nemškega napada. Grška vojska se je v svojih prizadevanjih za obrambo pred italijanskimi in nemškimi četami znašla kot številčno prekašana. Zaradi tega Metaxasova linija ni prejela ustreznih okrepitev za vojake, posledično pa so Nemci nato premagali grške sile na albanski meji in jih prisilili v predajo. Britanske, avstralske in novozelandske sile so bile zajete in prisiljene k umiku, s končnim ciljem evakuacije. Več dni so zavezniške enote igrale pomembno vlogo pri zajezitvi nemškega napredovanja na Termopilskem položaju, kar je omogočilo pripravo ladij za evakuacijo enot, ki so branile Grčijo. Nemška vojska je 27. aprila dosegla in zavzela glavno mesto Atene, 30. aprila pa južno obalo Grčije in ujela 7000 britanskih, avstralskih in novozelandskih pripadnikov ter končala bitko z odločilno zmago. Napadi so se končali z okupacijo Krete mesec dni pozneje. Po padcu Grčije so državo zasedle vojaške sile Nemčije, Italije in Bolgarije.
Adolf Hitler je pozneje krivdo za neuspeh njegove invazije na Sovjetsko zvezo krivil Mussolinijevo neuspelo okupacijo Grčije. Andreas Hillgruber je Hitlerja obtožil, da je poskušal krivdo za poraz svoje države prenesti s sebe na svojega italijanskega zaveznika. Kljub temu je imelo to resne posledice za vojna prizadevanja sil osi v severnoafriških bojiščih. Enno von Rintelen, ki je bil vojaški poveljnik v Rimu, poudarja z nemškega vidika strateško napako, da z svojo vojsko ni zavzel Malte.